# Bleu d'indanthrène
« E130 » redirige ici. Pour les autres significations, voir E130 (homonymie).
Le bleu d'indanthrène ou bleu d'indanthrone (Colour Index PB60) est un pigment anthraquinonique de teinte bleu vif à tendance rougeâtre. L'appellation « indanthrène » est une marque commerciale, dont l'usage n'implique pas rigoureusement qu'il s'agit d'un pigment d'indanthrone.
Dans les nuanciers de marchands de couleurs, il est illustré par :
| 039 bleu indien | 585 Bleu d'indanthrène | 395 Bleu d'Indanthrene |
|                 |                        |                        |

Il est également utilisé en recherche et développement pour ses propriétés catalytiques et optiques.

## Histoire
Le chimiste franco-germano-suisse René Bohn effectuait des recherches sur la synthèse de l'indigo pour le compte de BASF. Il a découvert cette substance en 1901 et l'a nommée « indanthrène » par contraction de l'allemand Indigo aus Anthracen, c'est-à-dire « indigo [fabriqué] à partir d'anthracène », qui le décrit sommairement,. Il est le premier colorant de cuve synthétique de la famille des colorants anthraquinoniques.
Amélioré dans les années 1920, il prend l'appellation Bleu brillant indanthrone R, tandis qu'une série de dérivés sont proposés pour la teinture.
Au plus tard en 1928, le colorant est transformé en pigment. Le Colour Index distingue deux pigments bleus d'indanthrone, PB60 (69 800) et PB64 (69 825) (PRV1).
Il est apparu sous le nom de bleu indien dans le catalogue de la maison Lefranc (aujourd'hui Lefranc & Bourgeois) de 1934.
Comme teinture de textiles, le bleu d'indranthène a fait l'objet d'une forte publicité comme bleu « grand teint », résistant à la lessive bouillante, dans les années 1930.

## Propriétés
Le bleu d'indanthrène a pour formule brute C28H14N2O4. Chimiquement, il peut être vu comme un dérivé du naphto[2,3-c]pentaphène, un hydrocarbure aromatique polycyclique, mais il est plus justement décrit comme le dimère cyclisé de la 2-aminoanthraquinone, à partir de laquelle il est synthétisé. Il se présente sous la forme d'une poudre bleue qui fond et se décompose vers 470 à 500 °C, pratiquement insoluble dans l'eau et la plupart des solvants organiques (alcool, éther, acétone, benzène), mais soluble dans l'aniline. Il est combustible mais peu inflammable, et ne présente aucun risque en particulier selon le SGH. Il existe sous la forme de quatre structures cristallines (α,β,γ,δ), la forme α étant la plus stable.
C'est un semi-conducteur organique de la classe des molécules conjuguées et un absorbeur de lumière non linéaire.

## Synthèse
La  synthèse présentée ici est la synthèse originale découverte par René Bohn en 1901. Elle consiste en la dimérisation de la 2-aminoanthraquinone (1) dans des conditions fortement alcalines à 220-235 °C qui donne l'intermédiaire 3 en deux étapes. Ce dernier se cyclise intramoléculairement, puis et est oxydé en indanthrène (5).

## Utilisations

### Colorant
Le bleu d'indanthrène est évidemment utilisé comme pigment bleu (C.I. Pigment Blue 60) et comme colorant de cuve (C.I. Vat Blue 4). Il se caractérise par sa transparence et son fort pouvoir colorant.
Il est un des colorants de cuve synthétiques possédant les propriétés de solidité les plus élevées pour la teinture et l'impression, en particulier pour les fibres textiles à base de cellulose. Les fibres teintes à l'indanthrène répondent aux normes les plus élevées et ont d'excellentes propriétés de résistance au lavage, à l'ébullition, à la lumière, aux intempéries et au chlore. Il résiste bien à la chaleur jusqu'à 150 °C. Il sert, grâce à ces qualités, dans la peinture d'automobiles. Chauffé à 180 °C, il vire au vert.
Beaucoup plus cher (dix fois) qu'un bleu phtalo, dont le pouvoir colorant est supérieur, son utilisation est cependant en baisse.

### Colorant alimentaire
Sous le nom de « bleu solanthrène », « bleu anthraquinonique » ou « manascorubine », il correspond au colorant alimentaire E130 utilisé pour l'azurage du sucre et du sel. Il est cependant interdit pour cet usage en Europe. En cosmétique, il est utilisé sous la dénomination C.I. 69800. On le rencontre enfin dans certains pigments ou teintures.

### Semi-conducteur organique
Pour ses propriétés de semi-conducteur organique, l'indanthrone peut, par exemple, être utilisé comme photocatalyseur pour la production d'oxygène à partir de l'eau en utilisant l'énergie solaire,. En outre, l'indanthrone peut être utilisée comme limiteur optique, par exemple dans les filtres de protection laser, en raison de sa propriété d'absorbeur de lumière non linéaire.